# Janus Djurhuus
Janus Djurhuus egentligen Jens Hendrik Oliver Djurhuus, vanligtvis förkortat till J.H.O. Djurhuus, född 26 februari 1881 i Tórshavn, död 31 augusti 1948, var en författare och diktare från Färöarna, anses vara en av de första moderna diktarna i landet.

## Biografi
Jens Hendrik var son till Óla Jákup Djurhuus och Else Marie (född Poulsen). Hans tio år yngre bror Hans Andrias Djurhuus är även han en känd diktare. Man säger att Janus är den mest respekterade diktaren på Färöarna medan Hans Andrias är den folkkäraste. Janus gifte sig med Anna Kathrine Sofie Christiansen, men äktenskapet upplöstes inom kort.
Han visade tidigt att han hade begåvning i språk och redan under sin utbildning vid realskolan läste han latin och grekiska.